# NGC 6944
NGC 6944 est une galaxie lenticulaire située dans la constellation du Dauphin. Sa vitesse par rapport au fond diffus cosmologique est de 4 125 ± 41 km/s, ce qui correspond à une distance de Hubble de 60,8 ± 4,3 Mpc (∼198 millions d'al). NGC 6944 a été découverte par l'astronome allemand Albert Marth en 1863.
Selon la base de données Simbad, NGC 6944 est une candidate à titre de galaxie à noyau actif.
À ce jour, quatre mesures non basées sur le décalage vers le rouge (redshift) donnent une distance de 51,050 ± 7,305 Mpc (∼167 millions d'al), ce qui est à l'intérieur des valeurs de la distance de Hubble. Notons cependant que c'est avec la valeur moyenne des mesures indépendantes, lorsqu'elles existent, que la base de données NASA/IPAC calcule le diamètre d'une galaxie et qu'en conséquence le diamètre de NGC 6944 pourrait être d'environ 27,4 kpc (∼89 400 al) si on utilisait la distance de Hubble pour le calculer.
La galaxie PGC 65108, quelquefois désignée comme NGC 6944A, est à une distance de Hubble de  
57,50 ± 4,04 Mpc (∼188 millions d'al). Selon Vaucouleurs et al. cité par la base de données NASA/IPAC, elle forme une paire de galaxies avec NGC 6944.

## Supernova
La supernova SN 2007ct a été découverte dans NGC 6944 le 28 juin par  N. Joubert et W. Li dans le cadre du programme conjoint LOSS/KAIT (Lick Observatory Supernova Search de l'Observatoire de Lick et The Katzman Automatic Imaging Telescope de l'université de Californie à Berkeley. Cette supernova était de type II. La magnitude visuelle de cette supernova au moment de sa découverte était de 18,1.